# Agnieszka (ksieni)
Agnieszka (zm. 7 kwietnia 1362) – córka Władysława, księcia kozielsko-bytomskiego, ksieni klasztoru cystersek w Trzebnicy.
Od 1348 roku była ksienią klasztoru. Wraz z siostrą Katarzyną, również mniszką trzebnicką, była spadkobierczynią zmarłych bezpotomnie braci: Kazimierza, Bolesława.